# 唐太子墓
唐太子墓，位于中国河北省石家庄市林山脚下，为石家庄市平山县的一个省级文物保护单位，类型为古墓葬，公布时间为1982年7月23日。
唐太子墓的历史年代为唐代。